# Camionista
Camionista (português europeu) ou caminhoneiro (português brasileiro) é um profissional autorizado, para exercer a condução de um veículo pesado de mercadorias.
Os camionistas e/ou caminhoneiros podem ser "do nacional", isto é, efectuam regularmente serviços dentro do país, ou "do internacional / TIR", que efectuam regularmente serviços fora do país.
Reconhecem-se ainda como sub-especialidades as seguintes:
- Lonas (diversos produtos);
- Frigo (produto conservado a baixa temperatura);
- Porta-carros (cegonhas);
- Silos (grãos);
- Betoneiras (cimento e concreto);
- Cisternas (produtos líquidos, polvorentos);
- Transportes especiais (cargas leves, frágeis e/ou sensíveis);
- Estrado (Ex: ferro);
- Porta-Contentores;
- e outros caminhoneiros que carregam qualquer carga no Brasil e fora do Brasil.

Os camiões não estão autorizados a circular a mais de 90Km/h (Europa), estando para isso equipados com um Limitador de Velocidade.
Os camiões estão ainda equipados com um tacógrafo que registra ao minuto o tempo de trabalho e de descanso do motorista, velocidades e quilômetros iniciais e finais de cada percurso.

## Dia do Motorista
A data escolhida para a comemoração do dia do motorista é 25 de Julho, dia também do padroeiro universal dos motoristas: São Cristóvão. Por causa disto, no Brasil há inúmeras comemorações e festas em homenagem ao motorista, sendo a mais conhecida, a de Aparecida, onde milhares de camiões no Brasil inteiro se reúnem anualmente, para comemorar juntamente com São Cristóvão e Nossa Senhora Aparecida o dia do motorista.

## Dia do Camionista/Caminhoneiro
Também é comemorada no Brasil o dia do Camionista no dia 30 de Junho. Essa é diferenciada do dia do motorista para diferenciar as classes de Motorista e Caminhoneiro, pois a classe Motorista é genérica, incluindo também motoristas de veículos não motorizados, barcos, navios e até carroças.